# Bamfordvirae
Règne
Phylums de rang inférieur
- Nucleocytoviricota
- Preplasmiviricota

Mimivirus est un règne de virus à ADN.
Ce règne est reconnu pour ses de protéines de capside majeures enroulées en spirale (à la façon d'un gâteau roulé). Il était autrefois connu sous le nom de « lignée PRD1-adénovirus ». Le règne doit son nom à Dennis H. Bamford, qui a été le premier à promouvoir l'unité évolutive de tous les virus codant des protéines de capside majeures enroulées de cette façon,,.

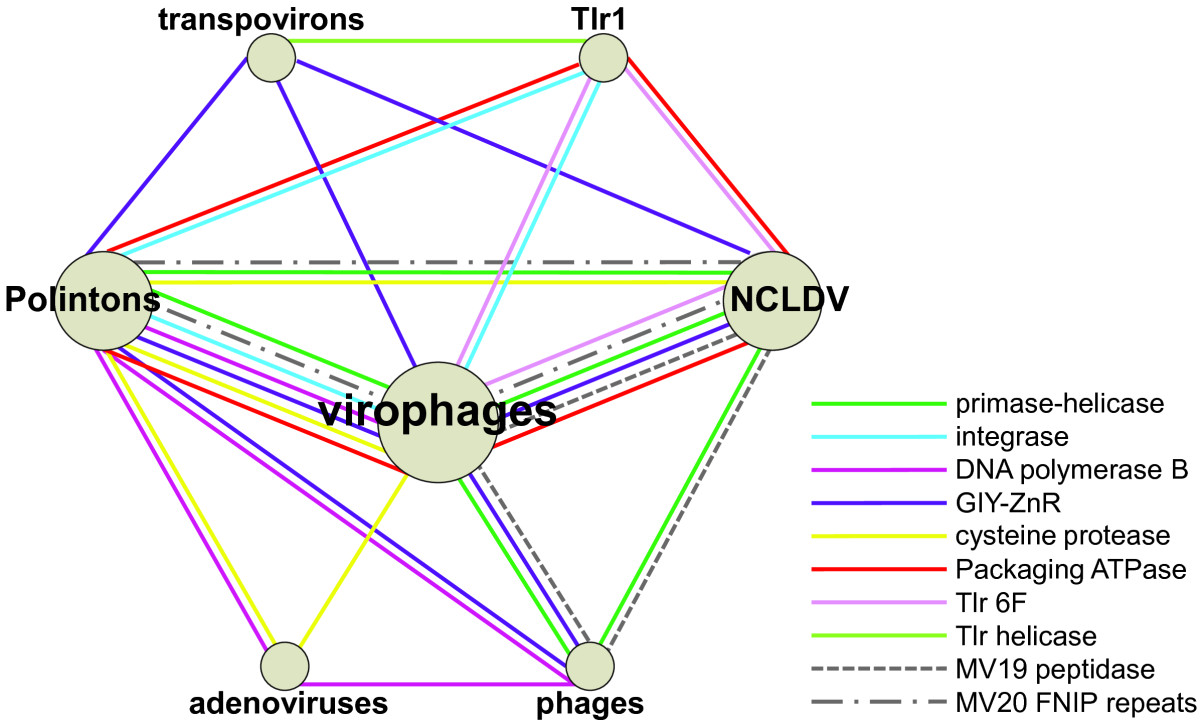
Le réseau génétique reliant différents types de virus Bamfordvirae et d'éléments génétiques singuliers est représenté par des cercles étiquetés. Les lignes de couleur entre les cercles indiquent les gènes présentant des homologies.